# ストロボ (広瀬香美の曲)
「ストロボ」は、日本の女性歌手、広瀬香美の14枚目のシングル。

## 解説
- 1998年12月2日にビクターエンタテインメントから発売された。
- アルペンCMソング。
- 「Promise」以来3作ぶりのTOP10入りでロングヒット。売上33万枚を突破。自身6番目の売上となっている。

## 収録曲
作詞・作曲：広瀬香美　編曲：本間昭光
1. ストロボ
2. No Reason
3. ストロボ（Original Karaoke）

## 収録アルバム
- Music D. (#1、remixture)
- Alpen Best Kohmi Hirose (#1)
- タイアップコレクション〜広瀬香美のテレビで聴いたあの曲達〜 (#1)
- SINGLE COLLECTION (#1)
- Winter High!! 〜Best Of Kohmi's Party〜 (#1)
- THE BEST "1992-2018" + "雪"Setlist Non-Stop Mix (#1)
- WINTER TOUR 2020 "SING" + Live at Blue Note Tokyo (#1)